# Nain Singh

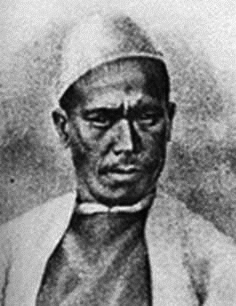
Nain Singh

Nain Singh (* ca. 1830 in Milam, Kumaon Division, Uttarakhand, Indien; † 1. Februar 1882 in Moradabad, Uttar Pradesh) war ein indischer Pundit im 19. Jahrhundert, der weite Teile Tibets für die britisch-indische Vermessungsbehörde Great Trigonometrical Survey vermaß. Insbesondere wurde er bekannt für eine genaue Bestimmung der Lage und Seehöhe Lhasas sowie die Vermessung großer Teile des Yarlung Tsangpo, des Oberlaufes des Brahmaputra.

## Leben
Nain Singh wurde um 1830 in dem Dorf Milam in dem hochgelegenen, gleichnamigen Tal im Osten des Nanda Devi geboren. Er entstammte einer zu den Bhotiya gehörenden Familie. Mit seinem Vater war er öfters in Tibet gewesen und hatte dabei Tibetisch lesen und verstehen gelernt. Die Gebrüder Schlagintweit hatten ihn und seinen Cousin Mani Singh schon für ihre Touren in West-Tibet angeheuert. Danach war er als Volksschullehrer tätig, bis ihn Captain Thomas George Montgomerie 1863 als einheimischen Entdecker (native explorer) für den Great Trigonometrical Survey einstellte. Tibet, Nepal und die anderen Länder Zentralasiens waren für Briten und andere Europäer verschlossen, während Händler und Pilger aus dem Himalaya die Grenzen weitgehend ungehindert passieren konnten. Montgomerie bildete daher Einheimische in einfachen Vermessungstechniken aus und trainierte sie, gleichmäßige Schritte zu machen und sie über weite Entfernungen zu zählen. Damit sollten sie heimlich die zurückgelegten Routen vermessen, so dass die Briten aus ihren Aufzeichnungen neue Karten Tibets anfertigen konnten, woran sie im Rahmen des Great Game um die Vorherrschaft in Zentralasien erheblich interessiert waren.

### Reisen
Nach der Ausbildung in Dehradun, dem Sitz des Great Trigonometric Survey, durchquerte Nain Singh 1865 Nepal und gelangte mit verschiedenen Karawanen nach Samzhubzê (Xigazê), wo er im Kloster Trashilhünpo an einer Massenaudienz des damals elfjährigen Panchen Lama, Panchen Tenpe Wangchug teilnahm. Im Januar 1866 gelangte er nach Lhasa, wo er bis April 1866 blieb, Beobachtungen machte, die Umgebung erkundete und an einer Massenaudienz des Dalai Lama, des damals zehnjährigen Thrinle Gyatsho teilnahm. Obwohl seine wahre Identität von zwei kaschmirischen Kaufleuten erkannt wurde, verrieten diese ihn aus ungeklärten Gründen nicht der lokalen Obrigkeit; Singh konnte seinen Aufenthalt unbehelligt fortsetzen. Schließlich kehrte er entlang des Yarlung Tsangpo und über den See Manasarovar in Westtibet nach Indien zurück und traf Ende Oktober 1866 wieder in Dehradun ein.
Bei seiner zweiten Reise, 1867, kam Singh erneut nach Westtibet, überquerte den Satluj, ging an Gartok vorbei zum östlichen Quellfluss des Indus und besuchte die legendären Goldminen von Thok Jalung. Dabei fiel Singh auf, dass die Goldgräber nur in erdnahen Schichten nach Gold gruben, da sie glaubten, dass es ein Verbrechen der Erde gegenüber wäre, noch tiefer zu graben, und dass tieferes Graben die Erde ihrer Ergiebigkeit berauben würde. Auf einer anderen Route kehrte er Ende November 1867 nach Dehradun zurück.
Von 1873 bis 1875 begab er sich von Leh im Kaschmir auf einer wesentlich nördlicheren Route als bei seiner letzten Reise quer über den Changthang zum Tengri Nor bzw. Nam Co und von dort nach Lhasa. Aus Angst vor Entdeckung musste er umgehend weiter zum Yarlung Tsangpo ziehen, folgte ihm flussabwärts bis Zêtang im Bezirk Shannan, überquerte den Himalaya und erreichte schließlich in Udalguri in Assam wieder britisches Territorium.

### Nain Singhs späteres Leben
Nain Singh beendete darauf seinen Dienst als Entdeckungsreisender. Er blieb jedoch dem Dienst als Ausbilder weiterer native explorers zumindest bis 1879 verbunden. Er erhielt eine Pension und kurz darauf auch ein Stück Land mit den daraus entstehenden Einnahmen. Er zog sich in seinen Geburtsort Milam zurück, wo er den Sommer verbrachte, während er im Winter auf sein Land in der wärmeren Ebene zog.  Er starb am 1. Februar 1882 in Moradabad, wahrscheinlich an Cholera, in seinen frühen oder mittleren fünfziger Jahren.

## Ehrungen
Die Royal Geographical Society verlieh ihm eine Goldmedaille und die französische Société de Géographie eine goldene Taschenuhr, die ihm am 1. Januar 1878 in Kalkutta vom Vizekönig Lord Lytton überreicht wurde.
Die indische Post gab am 27. Juni 2004 einen Briefmarkenblock zu Ehren des Great Trigonometrical Survey mit einer Marke von Nain Singh heraus.